# HMS Gallant (H59)
Pour les autres navires du même nom, voir HMS Gallant.
Le HMS Gallant (H59) est un destroyer de classe G construit pour la Royal Navy à la fin des années 1930.
Commandé le 5 mars 1934, le Gallant est mis sur cale le 15 septembre 1934 aux chantiers navals Alexander Stephen and Sons de Glasgow. Il est lancé le 26 septembre 1935 et mis en service le 25 février 1936.

## Description
Le Gallant déplaçait 1 350 tonnes longues (1 370 tonnes (t)) à charge normale et 1 883 tonnes longues (1 913 t) à charge pleine. Il avait une longueur hors-tout de 98,5 m, une largeur de 10,1 m et un tirant d'eau de 3,8 m. Il était propulsé par deux turbines à vapeur à engrenages Parsons, entraînant deux arbres, qui développaient une puissance totale de 34 000 chevaux-vapeur (25 000 kW) et donnaient une vitesse maximale de 36 nœuds (67 km/h). La vapeur pour les turbines était fournie par trois chaudières à trois tambours Admiralty. Le Griffin transportait un maximum de 470 tonnes longues (480 t) de fuel, ce qui lui donnait une autonomie de 5 530 milles nautiques (10 240 km) à 15 nœuds (28 km/h). Son effectif était de 137 officiers et hommes en temps de paix, mais il était porté à 146 en temps de guerre.
Le navire était équipé de quatre canons Mark IX de 4,7 pouces (120 mm) de calibre 45 montés sur des supports simples. Pour la défense anti-aérienne (AA), le Griffin avait deux supports quadruples Mark I pour la mitrailleuse Vickers Mark III de 0,5 pouce. Il était équipé de deux supports quadruples de tubes lance-torpilles au-dessus de l'eau pour des torpilles de 21 pouces (533 mm). Un rail de grenades sous-marines et deux lanceurs étaient installés ; 20 grenades sous-marines étaient initialement transportées, mais ce nombre a été porté à 35 peu après le début de la guerre.

## Historique
La pose de la quille du Gallant a été faite au chantier naval Alexander Stephen and Sons à Glasgow, en Écosse, le 15 septembre 1934, lancé le 26 septembre 1935 et achevé le 25 février 1936. À l'exclusion des équipements fournis par le gouvernement comme l'armement, le navire a coûté 252 920 livres sterling (£). Il a été affecté à la 1re flottille de destroyers de la Mediterranean Fleet (flotte méditerranéenne) dès sa mise en service.
Pendant la guerre civile espagnole de 1936-1939, le navire passa un temps considérable dans les eaux espagnoles, renforçant ainsi le blocus des armes imposé par la Grande-Bretagne et la France aux deux parties au conflit. Le 6 avril 1937, il est attaqué par un avion nationaliste au large du Cap San Antonio, mais n'est pas endommagé. Le mois suivant, il retourne en Grande-Bretagne pour une révision à Sheerness entre le 31 mai et le 21 juillet 1937.
Le Gallant est transféré de la flotte méditerranéenne peu après le début de la Seconde Guerre mondiale. Il fait route vers les îles Britanniques, servant d'escorte.
Lorsque la Seconde Guerre mondiale débute en septembre 1939, le Gallant se trouve en Méditerranée, mais il est transféré, avec toute sa flottille, au Western Approaches Command à Plymouth en octobre. Après un nettoyage des chaudières, le navire est réaffecté à la fin du mois au Nore Command à Harwich pour des tâches de patrouille et d'escorte pour la navigation des eaux locales. Le 2 février 1940, le Gallant et son navire-jumeau (sister ship), le Griffin, sauvent l'équipage du pétrolier British Councillor qui coule après avoir heurté une mine. Le Gallant prend en charge l'escorte du convoi HN 12 après que le destroyer Duchess ait été coulé le 18 février et il sauve 12 survivants du navire suédois Santos près de Duncansby Head une semaine plus tard. Le 20 mars 1940, il escorte les croiseurs marchands armés Cilicia et Carinthia après leur collision. Le navire est remis en état à Southampton entre le 28 mars et le 30 avril et rejoint sa flottille à Harwich le jour suivant. Dans la soirée du 9/10 mai, le Gallant et le destroyer Bulldog ont sauvé la plupart de l'équipage du destroyer Kelly après que ce dernier ait été torpillé par une vedette lance-torpilles allemande schnellboot en mer du Nord.
Le 29 mai 1940, le destroyer est légèrement endommagé par un avion allemand pendant l'évacuation des troupes alliées de Dunkerque. Après des réparations, le Gallant est transféré à Gibraltar où il sert avec la Force H pendant plusieurs mois. Pendant l'opération Hats, il coule le sous-marin italien Lafolè le 20 octobre 1940 en compagnie des destroyers HMS Hotspur et HMS Griffin. Le mois suivant, il est transféré dans la flotte méditerranéenne et escorte plusieurs convois de Malte (opérations Collart et Excess), participant à la bataille du cap Teulada le 27 novembre 1940. Pendant une mission d'escorte, le Gallant heurte une mine en janvier 1941, nécessitant un remorquage jusqu'à Malte pour y être réparé. L'accident tue 65 hommes d'équipage. Pendant ses réparations, il est de nouveau endommagé, cette fois-ci par un raid aérien sur l'île le 5 avril 1942. Déclaré irréparable, sa coque est sabordé en septembre 1943 comme blockship aux îles de Saint-Paul à Malte. Son épave est renflouée puis démolie en 1953.